# Monts d'Eraines
Monts d'Eraines este o arie protejată (sit de importanță comunitară — SCI) din Franța întinsă pe o suprafață de 318,14 ha, integral pe uscat.

## Localizare
Centrul sitului Monts d'Eraines este situat la coordonatele 48°56′28″N 0°07′31″W / 48.94111°N 0.12528°V.

## Înființare
Situl Monts d'Eraines a fost declarat arie specială de conservare în baza directivei 92/43 din 1992 referitoare la conservarea habitatelor naturale și a faunei și florei sălbatice pentru a proteja 2 specii de animale.

## Biodiversitate
Situată în ecoregiunea atlantică, aria protejată conține 3 habitate naturale: Fânețe de joasă altitudine (Alopecurus pratensis, Sanguisorba officinalis), Păduri de fag Asperulo-Fagetum, Pajiști uscate seminaturale și facies de acoperire cu tufișuri pe substraturi calcaroase (Festuco-Brometalia) (* situri importante pentru orhidee).
La baza desemnării sitului se află mai multe specii protejate de  nevertebrate (2): Euplagia quadripunctaria, rădașcă (Lucanus cervus).
Pe lângă speciile protejate, pe teritoriul sitului au mai fost identificate 37 de specii de plante, 1 specie de păsări.